# Vättern, Storfors kommun
Vättern är en sjö som ligger drygt en mil väster om Storfors i Storfors kommun i Värmland och ingår i Göta älvs huvudavrinningsområde. Några hundra meter sydost om Vättern ligger en ännu mindre tjärn vid namn Vänern.